# Aleutians East Borough
Aleutians East Borough är en borough på ögruppen Aleuterna i den amerikanska delstaten Alaska. Dess säte är Sand Point. Enligt 2010 års folkräkning hade boroughen en befolkning på 3 141.  

## Geografi
Enligt United States Census Bureau så har countyt en total area på 38 880 km². 18 099 km² av den arean är land och 20 781 km² är vatten. 

### Angränsande områden
Aleutians East Borough gränsar till Lake and Peninsula Borough i öst, Aleutians West Census Area i väst, Berings hav i norr och Stilla havet i söder. 

### Städer och samhällen
- Akutan
- Cold Bay
- False Pass
- King Cove
- Nelson Lagoon
- Sand Point